# Verwaltungsgemeinschaft Arendsee/Altmark und Umgebung
In der Verwaltungsgemeinschaft Arendsee/Altmark und Umgebung waren im sachsen-anhaltischen Altmarkkreis Salzwedel die Gemeinden Höwisch, Kläden, Kleinau, Leppin, Neulingen, Sanne-Kerkuhn, Schrampe, Thielbeer und Ziemendorf sowie die Stadt Arendsee (Altmark) zusammengeschlossen. Verwaltungssitz war Arendsee.
Am 1. Januar 2005 wurde sie mit der Verwaltungsgemeinschaft Kalbe (Milde) zur neuen Verwaltungsgemeinschaft Arendsee-Kalbe zusammengeschlossen.